# Dimeria hohenackeri
Dimeria hohenackeri là một loài thực vật có hoa trong họ Hòa thảo. Loài này được Hochst. ex Miq. mô tả khoa học đầu tiên năm 1851.